# Слабчик, Генрик
Генрик Слабчик (пол. Henryk Słabczyk; 1 января 1925, Антолька — 27 октября 1973, Варшава) — польский коммунист, генерал гражданской милиции, руководящий функционер госбезопасности. Заместитель министра внутренних дел ПНР в 1969—1973, с 1971 — кандидат в члены ЦК ПОРП. Активно участвовал в подавлении студенческих протестов в Варшаве 1968 и рабочих протестов на Балтийском побережье 1970.

## Партизан времён оккупации
Родился в семье сельскохозяйственного рабочего. Сам с двенадцатилетнего возраста работал на полях в Чапле-Мале. Впоследствии семья поправила своё материальное положение: Ян Слабчик, отец Генрика Слабчика, стал владельцем крестьянского хозяйства.
В 1942, во время нацистской оккупации, вступил в коммунистическую ППР и в Гвардию Людову. Распространял подпольные агитационные материалы, участвовал в диверсиях на железных дорогах. Носил партийный псевдоним Pomidorek. В 1944 служил в 1-й бригаде Армии Людовой имени Земли Краковской.

## Офицер гражданской милиции

### Служебная карьера
С 1945 Генрик Слабчик поступил на службу в Гражданскую милицию. Начинал рядовым милиционером в Мехуве (Малопольское воеводство, Мехувский повят, откуда сам был родом). Затем — заместитель сельского коменданта милиции в Тчице и Харшнице (Малопольское воеводство, гмина Харшница). С ноября 1946 по ноябрь 1948 исполнял обязанности инструктора политико-воспитательной части в повятской милиции Новы-Тарга.
В 1948—1950 проходил обучение в милицейских училищах Слупска и Лодзи, сам преподавал политико-воспитательную часть. С 1948 состоял в ПОРП. В 1951—1953 прошёл курс Партийной школы при ЦК ПОРП. Впоследствии, в 1966, окончил Высшую школу социальных наук при ЦК ПОРП и получил учёное звание магистра истории.
В 1953—1954 Генрик Слабчик в звании майора милиции был заместителем воеводского коменданта в Сталиногруде (тогдашнее название Катовице). В 1954, когда приказом Министерства общественной безопасности ПНР были учреждены курсы подготовки офицеров гражданской милиции в Щитно, майор Слабчик стал первым комендантом этого учреждения.
В 1958—1965 подполковник Слабчик — комендант гражданской милиции Лодзи. Одновременно состоял в воеводском комитете ПОРП. Был награждён орденом «Знамя Труда» 2-й степени.

### Варшавский комендант
1 октября 1965 Генрик Слабчик в звании полковника был назначен комендантом гражданской милиции Варшавы. Занимал этот пост до 28 мая 1969. Был влиятельным членом Варшавского комитета ПОРП.
На этот период пришлись студенческие протесты в марте 1968, подавленные под руководством Слабчика. При этом Слабчик прославился применением специальных методов разгона демонстраций силами ЗОМО — «вбиванием милицейских клиньев» — которые, по некоторым оценкам, с тех пор применяются для подавления уличных беспорядков полицией различных государств, включая ОМОН в РФ. В докладной записке ЦК секретарь Варшавского комитета ПОРП Станислав Каня (будущий первый секретарь ЦК ПОРП) особо отметил «заслуги варшавской милиции во главе с товарищем Генриком Слабчиком в трудные дни марта 1968 года».

## Генерал и заместитель министра

### Куратор госбезопасности
1 июня 1969 Генрик Слабчик был назначен заместителем министра внутренних дел ПНР. В том же году он получил звание генерала бригады.
Слабчик курировал несколько функциональных структур Службы безопасности ПНР — контрразведку, администрацию, пограничную охрану, наблюдение за иностранцами, социальные вопросы, радиоконтроль, здравоохранение. Министерский пост занимал тогда юрист Казимеж Свитала, не имевший серьёзного влияния в силовых структурах. Фактически во главе МВД стояли генералы милиции Богуслав Стахура, Тадеуш Петшак и Генрик Слабчик.

### Роль в событиях 1970/1971
В декабре 1970 в городах Балтийского побережья поднялись рабочие протесты. 14 декабря Генрик Слабчик прибыл в Труймясто и вошёл в состав оперативного штаба подавления — наряду с такими деятелями, как Зенон Клишко, Станислав Кочёлек, Алоизий Каркошка, Гжегож Корчинский, Францишек Шляхциц.
Генерал Слабчик придерживался жёсткой позиции, выступал за немедленный арест членов забастовочного комитета, отдавал соответствующие распоряжению коменданту гданьской милиции полковнику Кольчиньскому, организовывал переброску в Гдыню дополнительных сил милиции из Слупска (этот эпизод отражён в Балладе о Янеке Вишневском: Jeden zraniony, drugi pobity. Krwi się zachciało słupskim bandytom. To partia strzela do robotników — Кто ранен, кто побит. Крови захотелось слупским бандитам. Это партия стреляет в рабочих). В январе 1971 Слабчик участвовал в подавлении забастовки в Щецине (лишь вмешательство Эдварда Герека с его компромиссной позицией предотвратило новое силовое столкновение).
Декабрьское кровопролитие 1970 года привело к смене партийно-государственного руководства ПОРП. Многие высокопоставленные функционеры лишились своих постов. Однако Генрика Слабчика это не коснулось. Он остался в прежней должности, хотя его функции несколько изменились: вместо курирования погранохраны он получил руководство западногерманским направлением разведки и контрразведки. Его политическое влияние даже усилилось — 11 декабря 1971, на VI съезде ПОРП, Генрик Слабчик стал кандидатом в члены ЦК. Состоял также в руководстве Союза борцов за свободу и демократию.

## Смерть и память
Генрик Слабчик скоропостижно скончался в возрасте 48 лет. Похоронен на кладбище Воинские Повонзки. На церемонии присутствовала представительная партийно-правительственная делегация: секретари ЦК ПОРП Станислав Каня и Ежи Лукашевич, первый секретарь Варшавского комитета ПОРП Юзеф Кемпа, функционер секретариата ЦК Здзислав Жандаровский, заведующий административным отделом ЦК Теодор Палимонка, министр внутренних дел ПНР Станислав Ковальчик.
В 1976 именем Генрика Слабчика было названо училище младших офицеров в Пиле и одна из варшавских школ. Эти именования были отменены в 1990, после смены общественно-политического строя Польши и освобождения от коммунистической диктатуры. 
Генрик Слабчик был женат, детей в браке не имел.